# Islandiana flaveola
Islandiana flaveola là một loài nhện trong họ Linyphiidae.
Loài này thuộc chi Islandiana. Islandiana flaveola được Richard C. Banks miêu tả năm 1892.